# Дейнкур, Уильям, 1-й барон Дейнкур
Сэр Уильям Дейнкур (англ. Sir William Deincourt; около 1301 — 2 июня 1364) — английский рыцарь, 1-й барон Дейнкур второй креации с 27 января 1332 года. Племянник Эдмунда Дейнкура, 1-го барона Дейнкура первой креации. Родился примерно в 1301 году, получил титул через пять лет после смерти дяди, не оставившего сыновей. Уильям был женат на Миллисент ла Зуш, дочери Уильяма ла Зуша, 1-го барона Зуша из Харингуорта, и Мод Ловел. В этом браке родились сын, умерший при жизни отца, и дочери Элизабет (жена сэра Уильяма Клинтона, мать 4-го барона Клинтона) и Маргарет, жена Роберта Типтофта, 3-го барона Типтофта.
Барон умер в 1364 году. Его наследником стал внук того же имени.